# Dabaishu
Dabaishu (chiń. 大柏树站) – stacja początkowa metra w Szanghaju, na linii 3. Zlokalizowana jest pomiędzy stacjami Jiangwan Zhen oraz Chifeng Lu. Została otwarta 26 grudnia 2000.